# Roger Pic
Pour les articles homonymes, voir Pic.
Roger Pic, pseudonyme de Roger Pinard, né le 15 septembre 1920 et mort le 3 décembre 2001), est un grand reporter, photographe, photojournaliste et cinéaste français.

## Biographie
Dans la période d’avant-guerre, Roger fut animateur d’auberges de jeunesse et membre d’une troupe de théâtre amateur. Il poursuit avec un succès mitigé ses activités de théâtre jusque dans les années 1950 avant de se tourner vers la photographie de spectacle. Il a ainsi couvert des spectacles de théâtre et de danse donnés dans des salles parisiennes (notamment le Théâtre des Nations, ou le Théâtre national populaire) des années 1950 aux années 1970. Il a vendu une partie de ses photographies, ainsi que les droits afférents, à la Bibliothèque nationale de France, qui les a en grande partie numérisées et mises en ligne sur Gallica  en 2010.
Dès le milieu des années 1960, il se tourne également vers le photoreportage, se rendant à Cuba, au Vietnam ou en Chine, réalisant des interviews d'Hô Chi Minh pendant la guerre du Viêt Nam en collaboration avec un journaliste australien ou de Ben Bella. Il est ainsi actif dans les premières réunions de sensibilisation de la jeunesse à la cause vietnamienne, en apportant ses témoignages du retour de ce pays, notamment lors de la collecte en 1967 de "Un bateau pour le Vietnam". Il tourne alors sur place au début 1967 le film « Malgré l’escalade », ensuite projeté plusieurs fois à Paris, en mars 1967 puis en octobre. En 1967 également, il apporte sa collaboration aux travaux du tribunal Russell (sur les crimes de guerre commis au Vietnam par l’armée américaine), sous la forme d’un compte rendu des enquêtes effectuées par lui sur place.
Abandonnant la photographie de spectacle en 1970, il devient reporter indépendant pour différents organes de presse et de télévision.

## Œuvre

Sélection de portraits
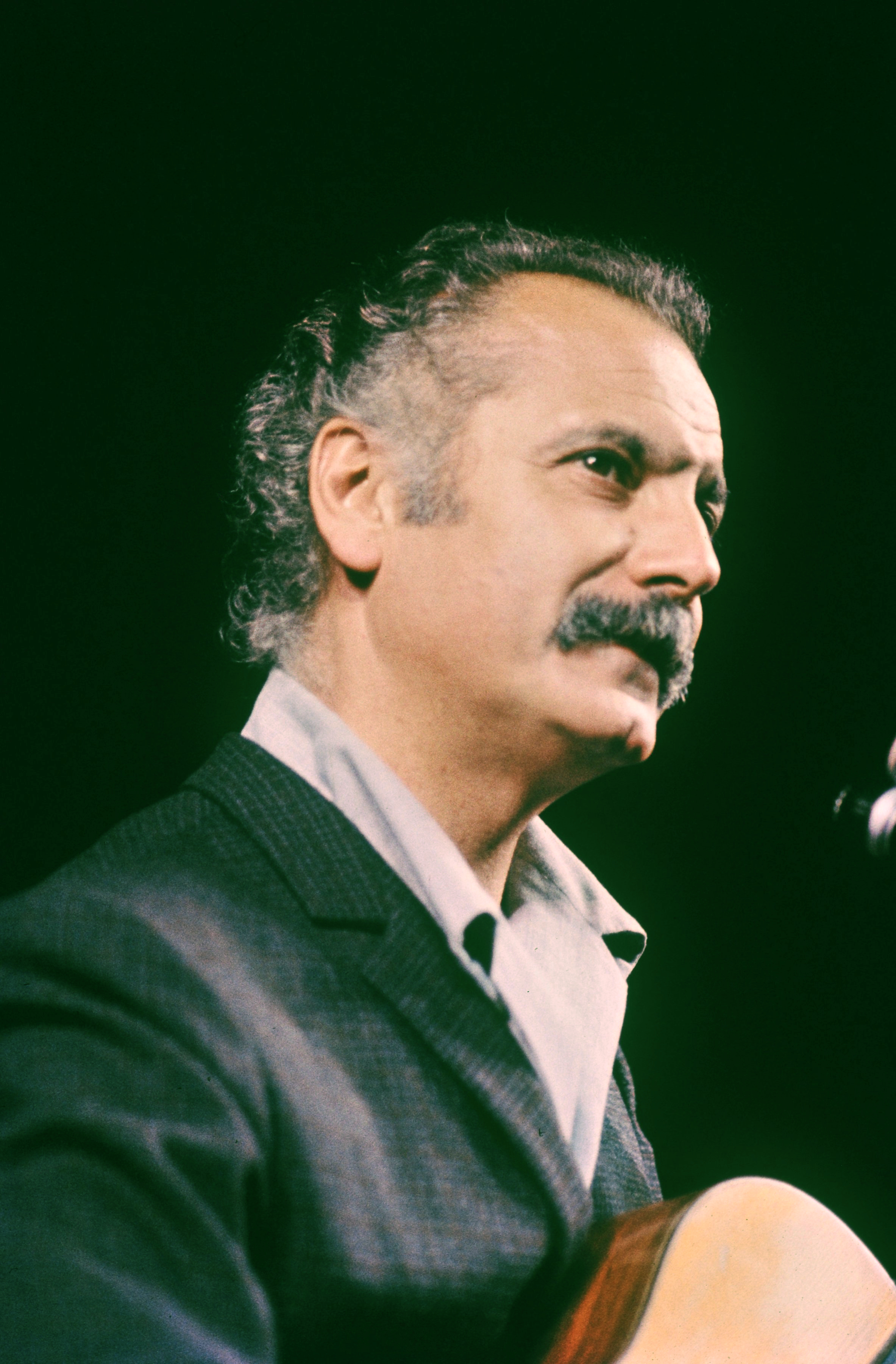
Georges Brassens (1966)
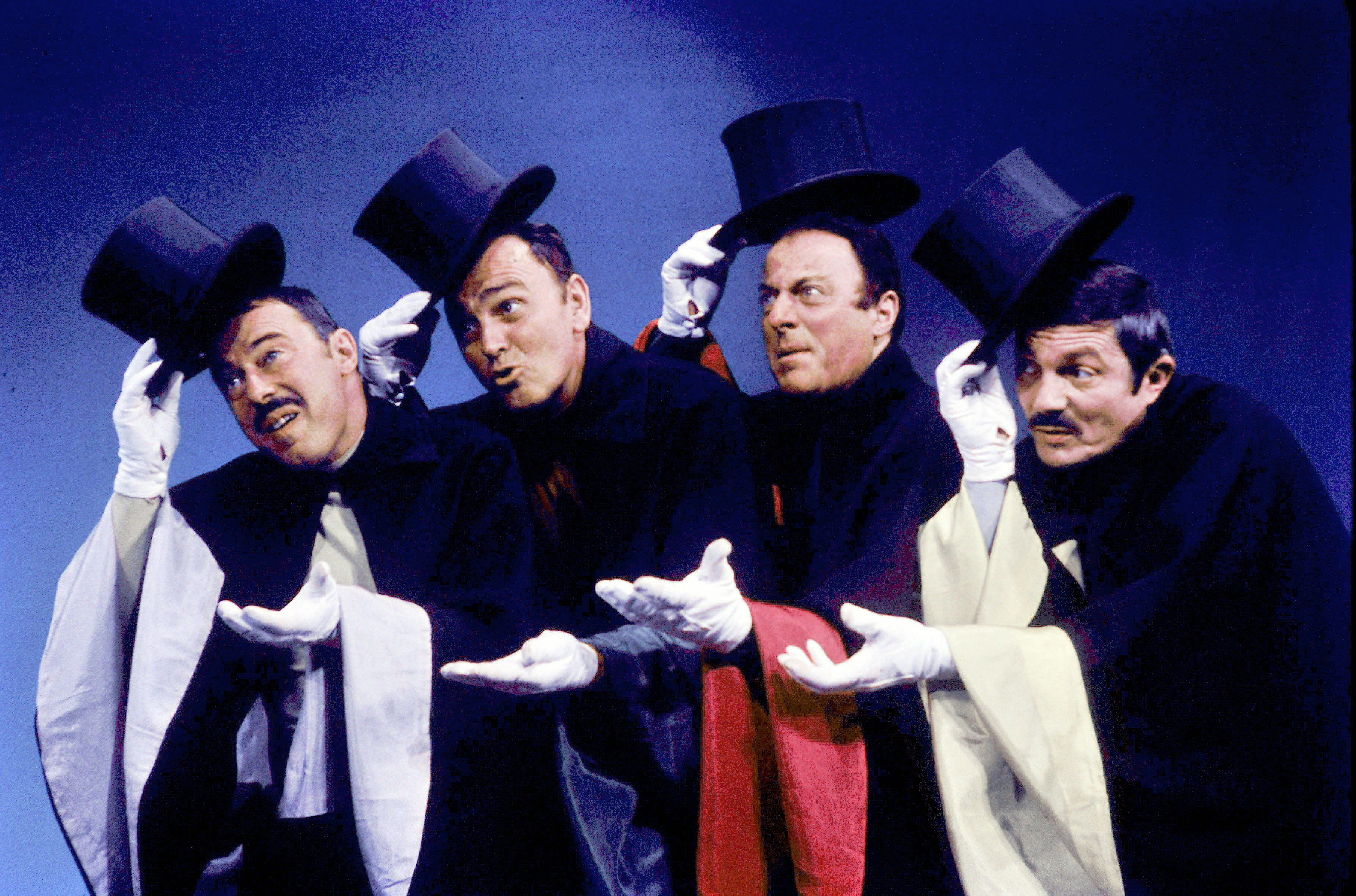
Les Frères Jacques (1968)
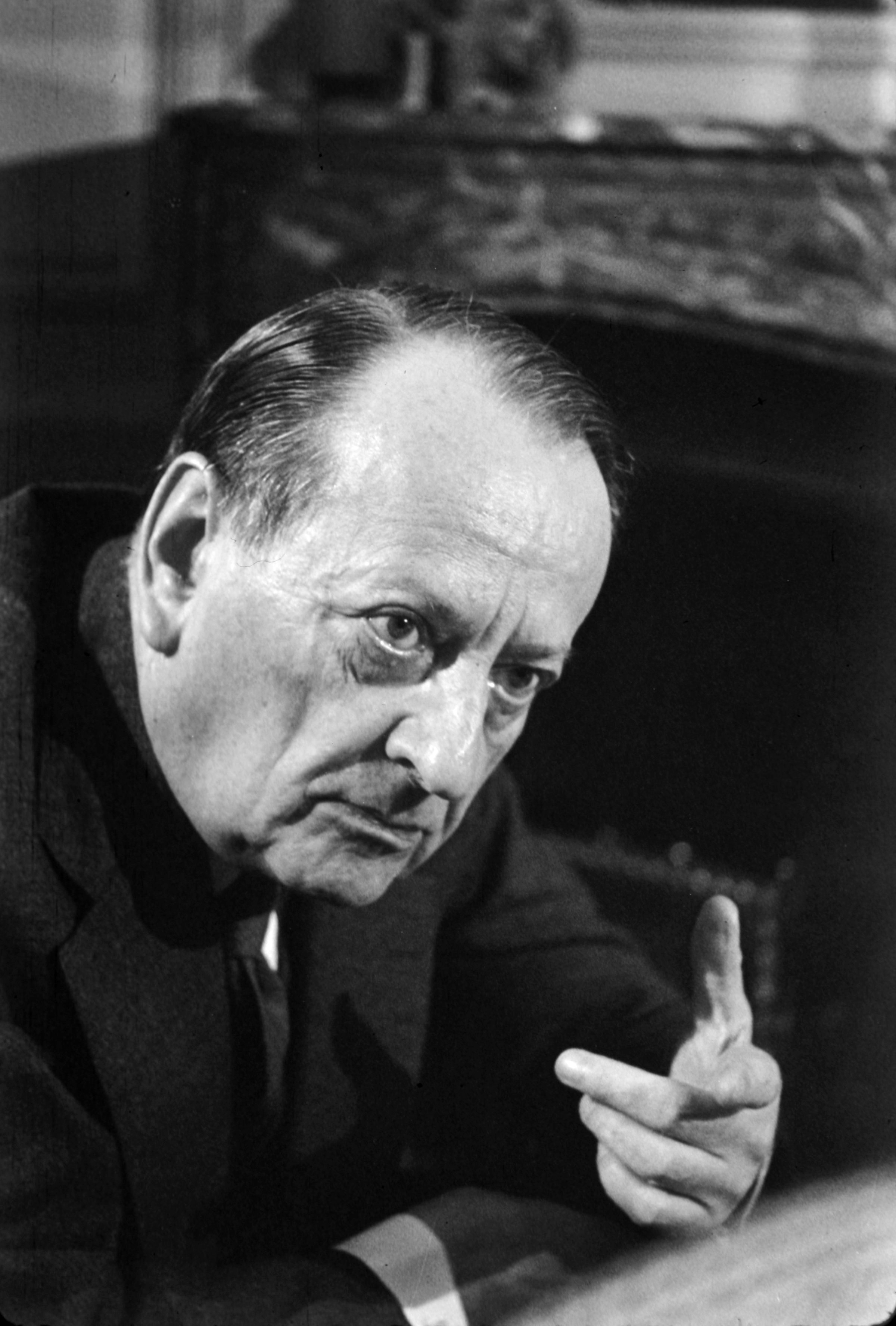
André Malraux (1974)
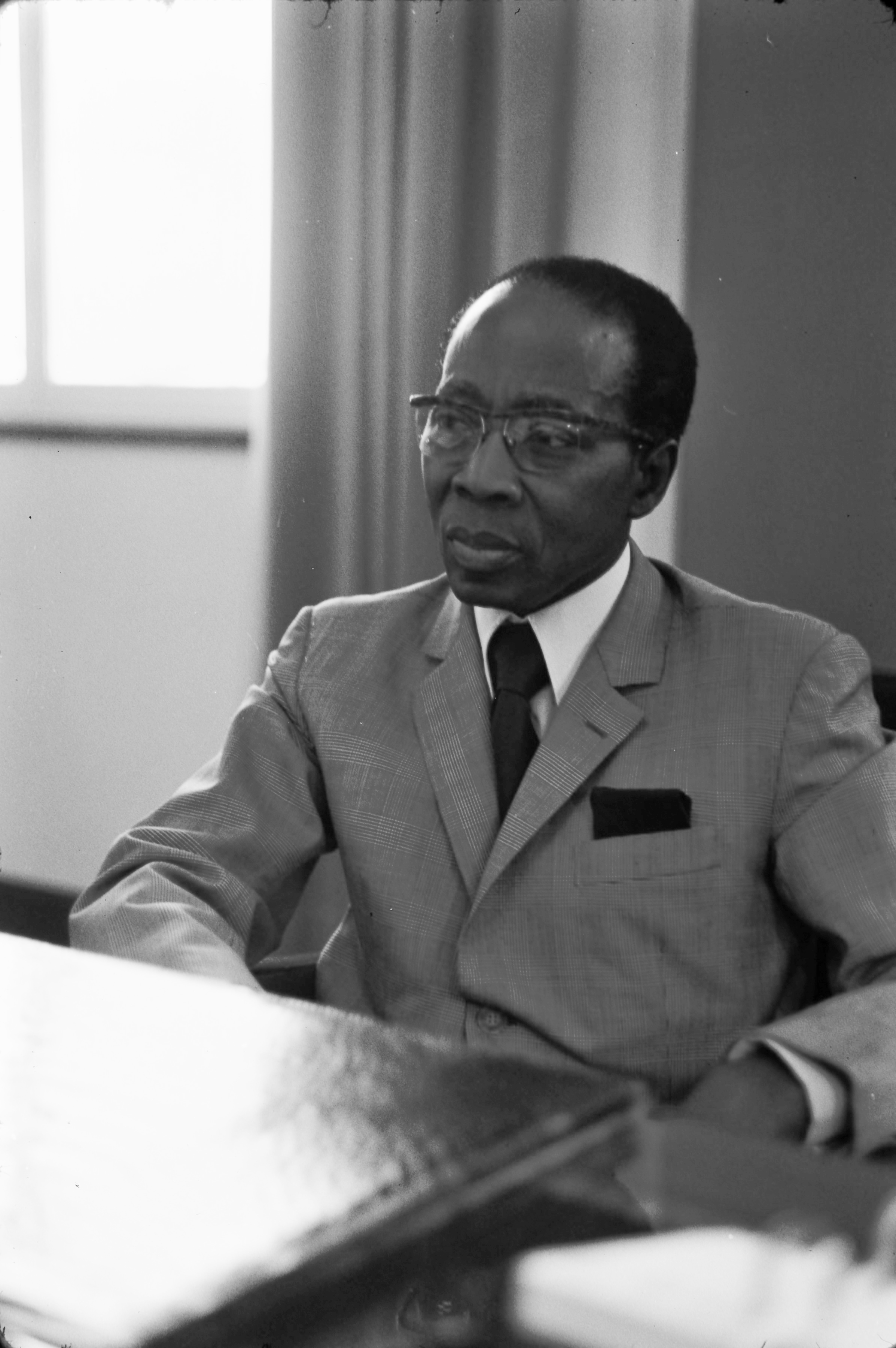
Léopold Sédar Senghor (1975)
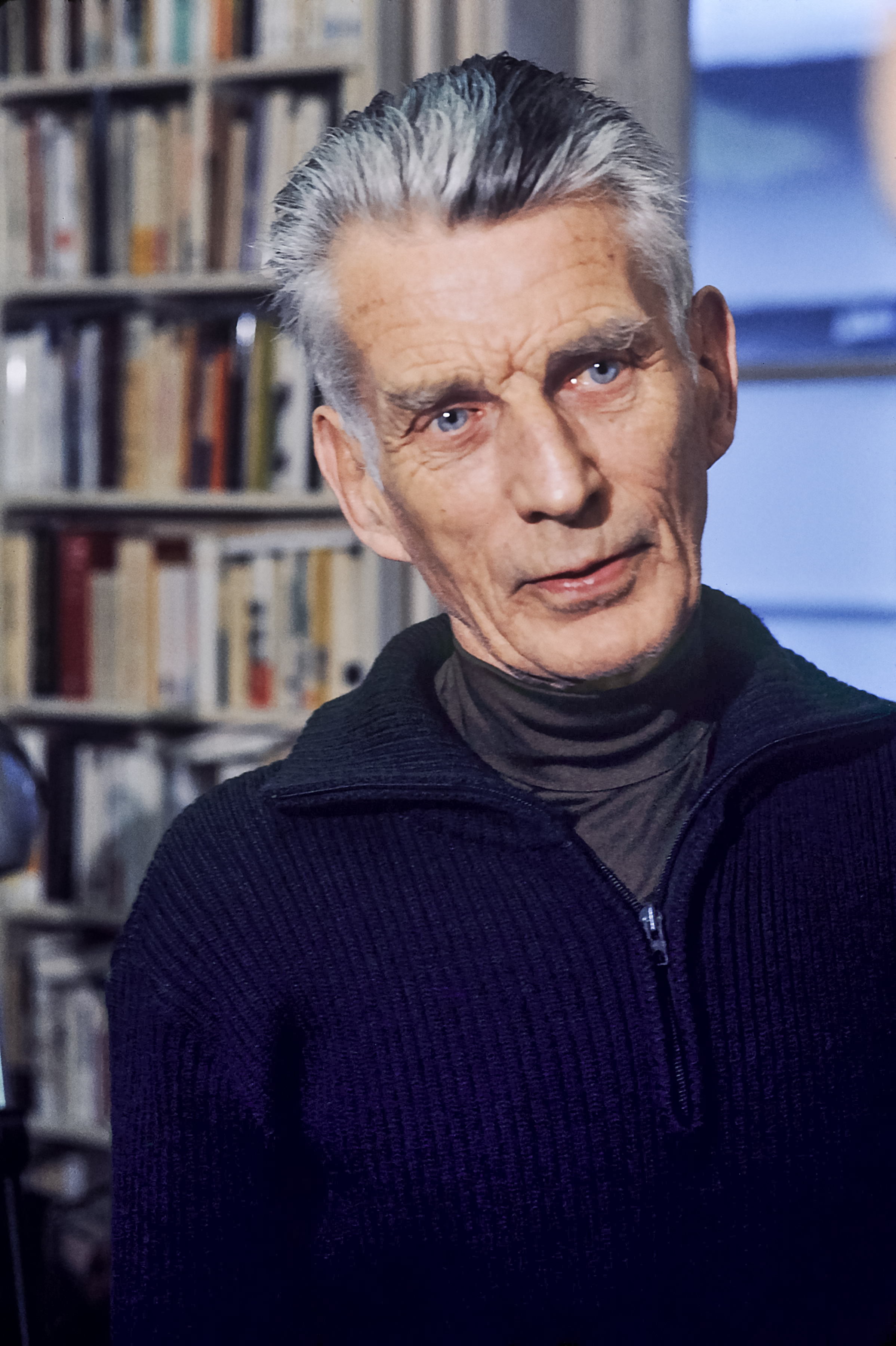
Samuel Beckett (1977)

## Filmographie
- Roger Pic co-réalise trois films avec Patrick Roegiers pour les Rencontres internationales de la photographie d'Arles : Rue du regard : portrait de Pierre Gassmann - Entretiens avec Patrick Roegiers (1988), Hommage à Roméo Martinez (1991) et L'amateur de rêve - Centenaire de la naissance de Jacques-Henri Lartigue (1994).

## Prix Roger-Pic
En décembre 2001, la SCAM rebaptise le Prix Scam du portfolio photographique en Prix Roger-Pic.
Ce prix national avait été initialement créé en 1993 par Roger Pic et récompense chaque année un photographe qui soumet au jury une série de photos.